# Метафизичко сликарство
Метафизичко сликарство (лат. pittura metafisica) је уметнички покрет који су основали италијански сликари у Ферари 1917. године, а који се одликује визуелним приказивањем онога што је ван домашаја чула, тј. ван физичког света. 
Настао је при сусрету четворице уметника: Ђорђа де Кирика, Карла Караа, Алберта Савинија и Филиппа де Пииса 1917. године, а наредне године им се придружује и Ђорђо Моранди. Ти уметници сами себе дефинишу као метафизичари, односно верују да виде оно што је изван физичке стварности. 
Њихова дела, чије значење често остаје тајанствено, саопштавају осећај нестварности, ишчекивања необичног догађаја, призивају тишину и сан. Метафизичке слике су узнемирујуће јер их прожима истовремено очаравајуће и одбојно расположење. Ништа од онога што је насликано није онако каквим се чини: предмети се постављају један уз други без логичког смисла, а односи који их повезују остају непознати. У техничком погледу беспрекорне, метафизичке слике не теже томе да буду провокативне попут дадаистичких, већ нас упозоравају да нас и неживи предмети могу увући у чаробни круг, у зачарану непокретну димензију (ван историје). Група се распада 1920. године.
Италијан Ђорђо де Кирико (1888–1978) се с правом назива пиониром надреализма. С крајње реалистичном увјерљивошћу сликао је амбијенте градова осветљене јарком светлошћу, оштро оцртаних бридова класичних грађевина, потпуно пустих и ненастањених с дугим сенкама (понекад у супротности са извором светлости - као у сновима) а емотивно подсећа на изгубљеност и отуђеност човека у савременом животу и свету. То је један безосећајан свет, саздан од екстремно строгих и хладних облика - својеврсна "носталгија бесконачног", ако и постоје људи на њима - они су лишени емоција и представљају само лутке. На његовим сликама време је заустављено, а илузија и реалност су заменљиви. Око 1910. у Ферари, удружио се са сликаром Карлом Караом, а своје сликарство тајанствених и зачараних простора назвали су метафизичко сликарство, што значи "са оне стране физичког".